# John Mandeville
Jehan de Mandeville, častěji John (de) Mandeville (latinsky John Magnovillanus (Magdovillanus), česky v překladu Vavřince z Březové jako Jan z Mantivilla, u Krameria Jan Mandyvilla, snad 1300–1372) je jméno označující autora jednoho z nejrozšířenějších středověkých cestopisů, tzv. Mandevillova cestopisu nebo cestopisu takzvaného nebo tak řečeného Mandevilly.

## Rukopisy
Cestopis byl sepsán v anglo-normánské franštině, poprvé byl publikován v letech 1357–1371. Jeho autorství bývá někdy připisováno lutyšskému klerikovi Jeanu d'Outremeuse, častěji ale jinému Lutyšanovi, lékaři Jeanu de Bourgoigne (jehož jméno některé zdroje uvádějí jako Jehan (Jean) de Bourgogne nebo Jehan a la Barbe).
V. M. Kramerius roku 1796 vydal první novočeskou verzi pod názvem Jana Mandywilly, znamenitého a wznesseného Rytjře, Cesta po Swětě: w kteréž wypisuge rozličné kraginy a města, a co kde buďto po zemi, po moři, anebo po welikých a nebezpečných pustinách widěl, y gaké rozličné přjhody měl.

## Obsah cestopisu
Autor popisuje své cestování po světě, lov na tygra v Asii a hostinu po něm následující, poutníky v lodích i na souši na cestách k hrobu Jana Křtitele v Efesu, za relikviemi Kristova kříže do Byzance (Konstantinopole), astrology hledající Aristotelův hrob. Jeden z nejstarších skvěle ilustrovaných rukopisů (dnes v British Library v Londýně) vydal Josef Krása. Rukopis byl vytvořen kolem roku 1420, je českého původu. Mezi ilustracemi se objevuje císař Zikmund Lucemburský a nejstarší vyobrazení české sklárny: formou komiksu zpodobuje technologii výroby skla od těžby písku a bukového dřeva přes tavbu sklářského kmene v kupolové peci a výrobu píšťalových číší českého typu až po chlazení hotových výrobků.

## Význam
Navzdory krajně nevěrohodným a často fantastickým popisům cest sloužil tento cestopis jako standardní referenční dílo. Například Kryštof Kolumbus byl silně ovlivněn Milionem Marca Pola a právě Mandevillovým cestopisem. Do češtiny jeho německou verzi záhy přeložil Vavřinec z Březové, v Čechách se dochoval v několika rukopisech. Česky byl vytištěn poprvé roku 1510 u Mikuláše Bakaláře v Plzni.

## Identita
V předmluvě autor sám sebe označuje za rytíře a prohlašuje, že se narodil v Anglii ve městě St. Albans, pravděpodobně roku 1322.

## Poznámka

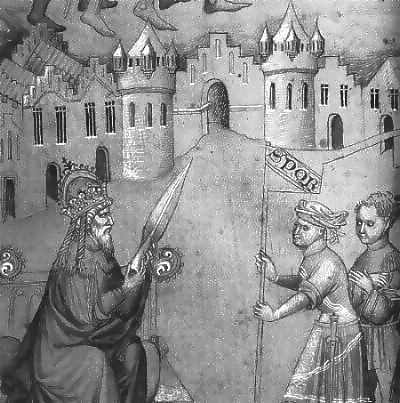
Vládce Konstantinopole třímající Svaté kopí (rukopis Britské knihovny)

Koncem 19. století vyšlo najevo, že Jean Mandevill není skutečným autorem tohoto cestopisu. Skutečným autorem byl buď lutyšský lékař Jean de Bourgogne (?–1372), který prý ovšem nikdy do žádných zemí nevycestoval. Protože jako lékař v té době nemohl tyto fantazie vydat pod svým vlastním jménem, použil jméno svého pacienta Jeana Mandevilla. K podvodu se přiznal krátce před svou smrtí klerikovi Jeanu ď Outremeuse (1338–1400). Podle  jiných zdrojů byl autorem cestopisu sám Jean ď Outremeuse.